# Resolutie 700 Veiligheidsraad Verenigde Naties
Resolutie 700 van de Veiligheidsraad van de Verenigde Naties werd unaniem aangenomen op 17 juni 1991.

## Achtergrond
Op 2 augustus 1990 viel Irak zijn zuiderbuur Koeweit binnen en bezette dat land. Nog diezelfde dag werd de inval door de VN-Veiligheidsraad veroordeeld in resolutie 660. Deze resolutie eiste ook een onmiddellijke terugtrekking van Irak, maar daar kwam niets van terecht. 
Met resolutie 678 stelde de Veiligheidsraad Irak een ultimatum om voor 15 januari 1991 aan de voorgaande resoluties te voldoen. Irak gaf hier geen gehoor aan, en de dag na het verstrijken van het ultimatum begon een coalitie van 34 landen onder leiding van de Verenigde Staten operatie Desert Storm met grootschalige luchtbombardementen gevolgd door een grondoffensief, operatie Desert Sabre. Tegen 27 februari was de strijd beslecht en op die dag aanvaardde Irak de VN-resoluties.

## Inhoud
De Veiligheidsraad:
- herinnert aan de resoluties 661, 665, 670 en 687;
- neemt nota van het rapport van de secretaris-generaal;
- handelt onder Hoofdstuk VII van het Handvest van de Verenigde Naties;

1. waardeert het rapport;
2. keurt de richtlijnen voor de uitvoering van de paragrafen °24 van resolutie 687 goed;[1], °25[2] en °26[3]
3. herhaalt zijn oproep aan alle landen en internationale organisaties om die richtlijnen te volgen;
4. vraagt alle landen om binnen de 45 dagen te rapporteren welke maatregelen ze namen om te voldoen aan paragraaf °24 van resolutie 687;[1]
5. draagt het Comité dat is opgericht met resolutie 661 op om toe te zien op het verbod om aan Irak wapens te leveren;
6. besluit om op de hoogte te blijven en de richtlijnen samen met de paragrafen °22 tot °25 van resolutie 687 te zullen herzien.

## Verwante resoluties
- Resolutie 692 Veiligheidsraad Verenigde Naties
- Resolutie 699 Veiligheidsraad Verenigde Naties
- Resolutie 705 Veiligheidsraad Verenigde Naties
- Resolutie 706 Veiligheidsraad Verenigde Naties

Lijst ·  684 ·  685 ·  686 ·  687 ·  688 ·  689 ·  690 ·  691 ·  692 ·  693 ·  694 ·  695 ·  696 ·  697 ·  698 ·  699 ·  700 ·  701 ·  702 ·  703 ·  704 ·  705 ·  706 ·  707 ·  708 ·  709 ·  710 ·  711 ·  712 ·  713 ·  714 ·  715 ·  716 ·  717 ·  718 ·  719 ·  720 ·  721 ·  722 ·  723 ·  724 ·  725